# Bzowscy herbu Ostoja

Herb Ostoja, wersja średniowieczna

Herb Nowina

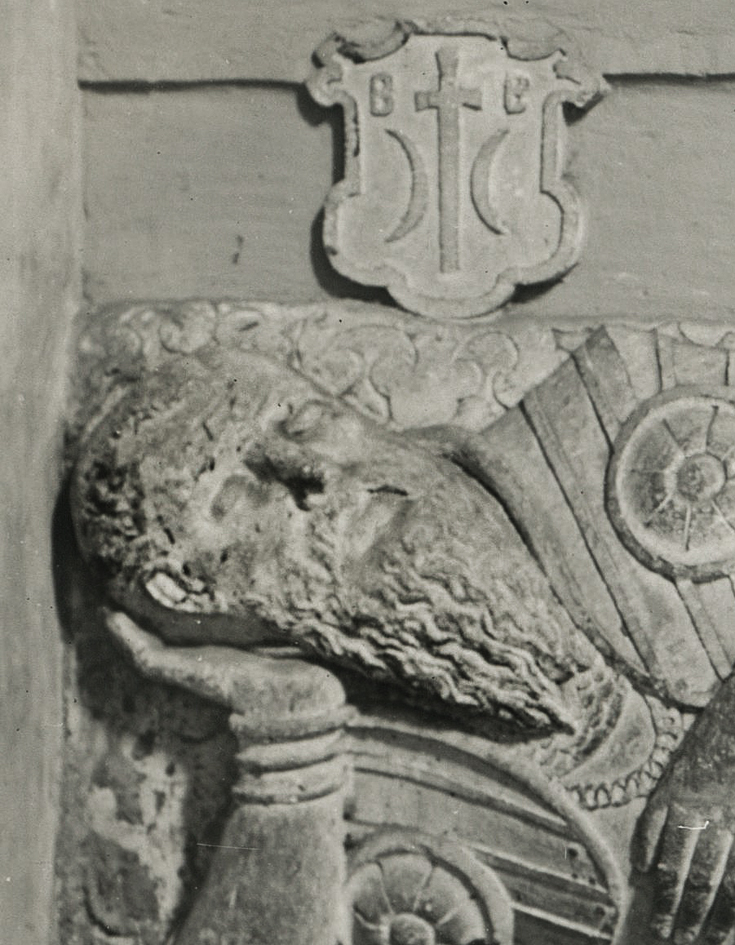
Baltazar Bzowski, podstarości jaworowski, fragment nagrobka w archikatedrze Wniebowzięcia NMP we Lwowie

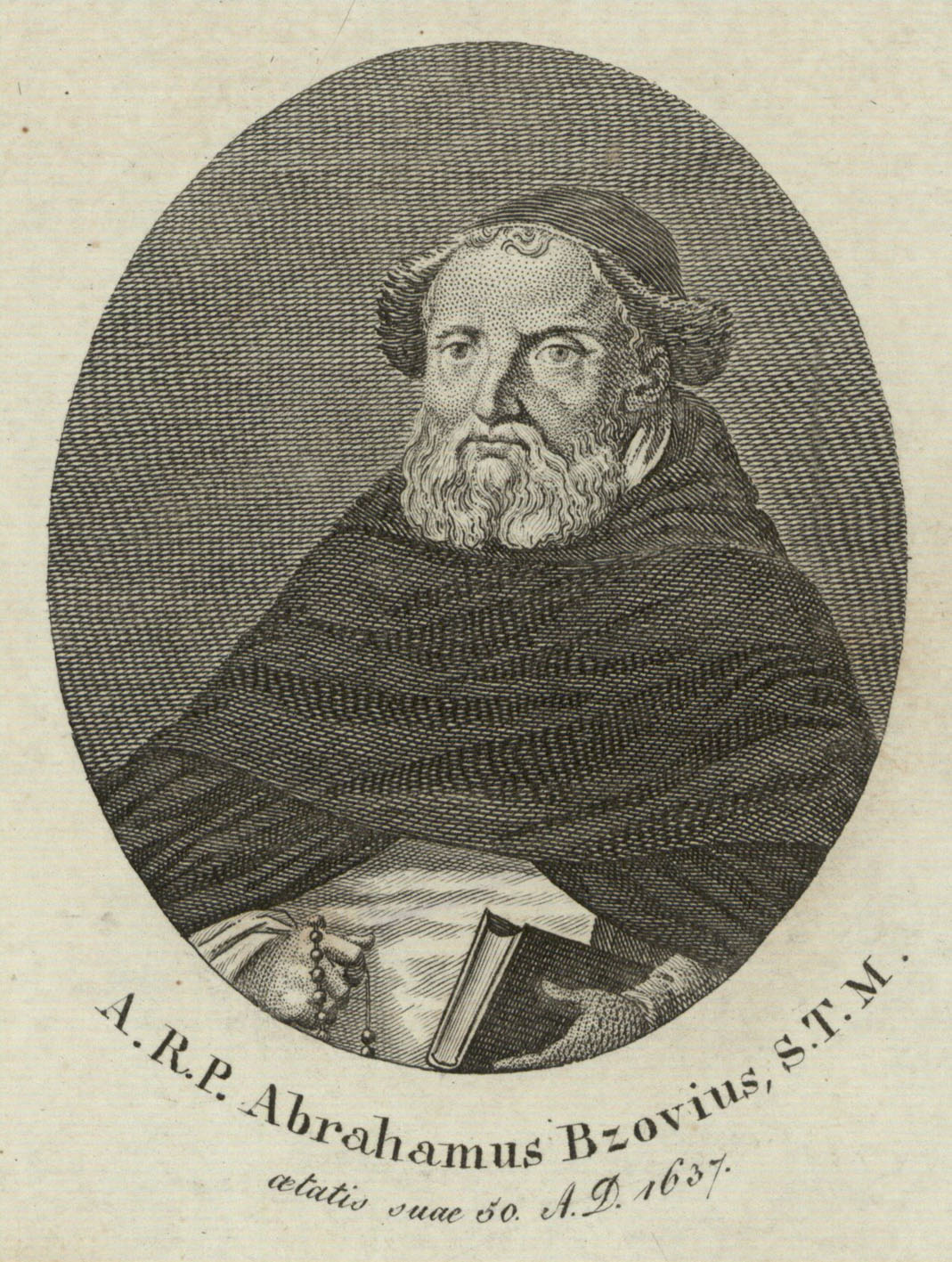
Portret dominikanina Abrahama Bzowskiego, historyka Kościoła

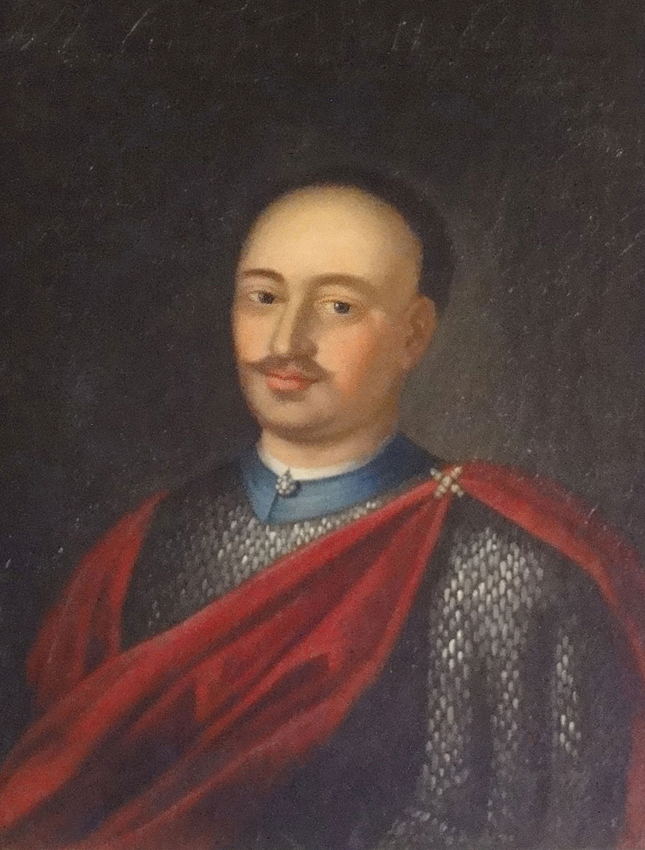
Portret Józefa Felicjana Janoty Bzowskiego

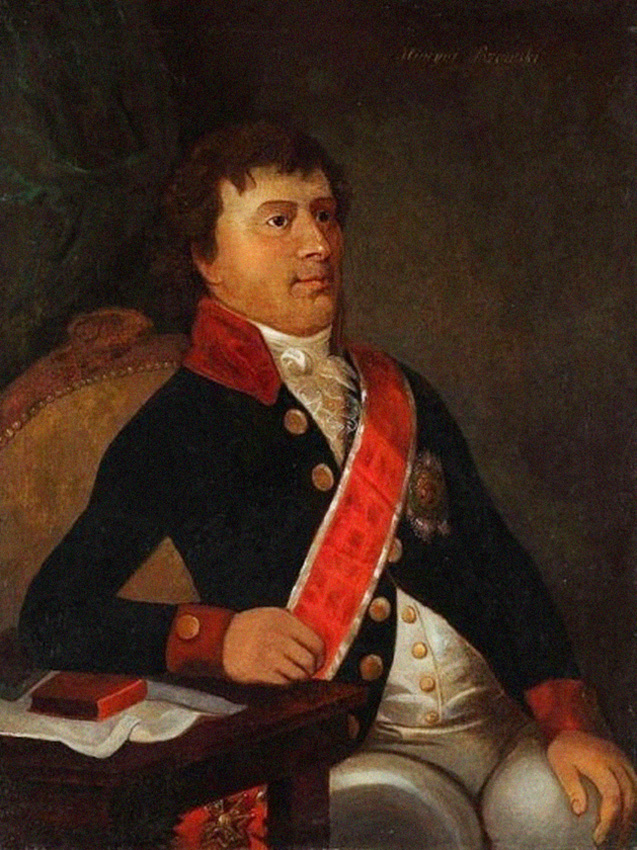
Portret Hiacynta Janoty Bzowskiego

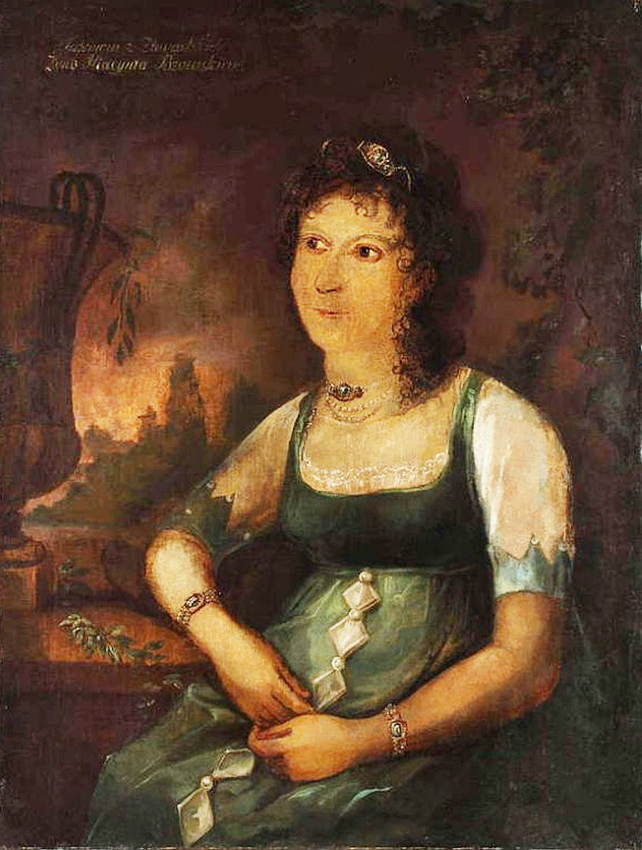
Portret Salomei Zawadzkiej, małżonki Hiacynta Janoty Bzowskiego

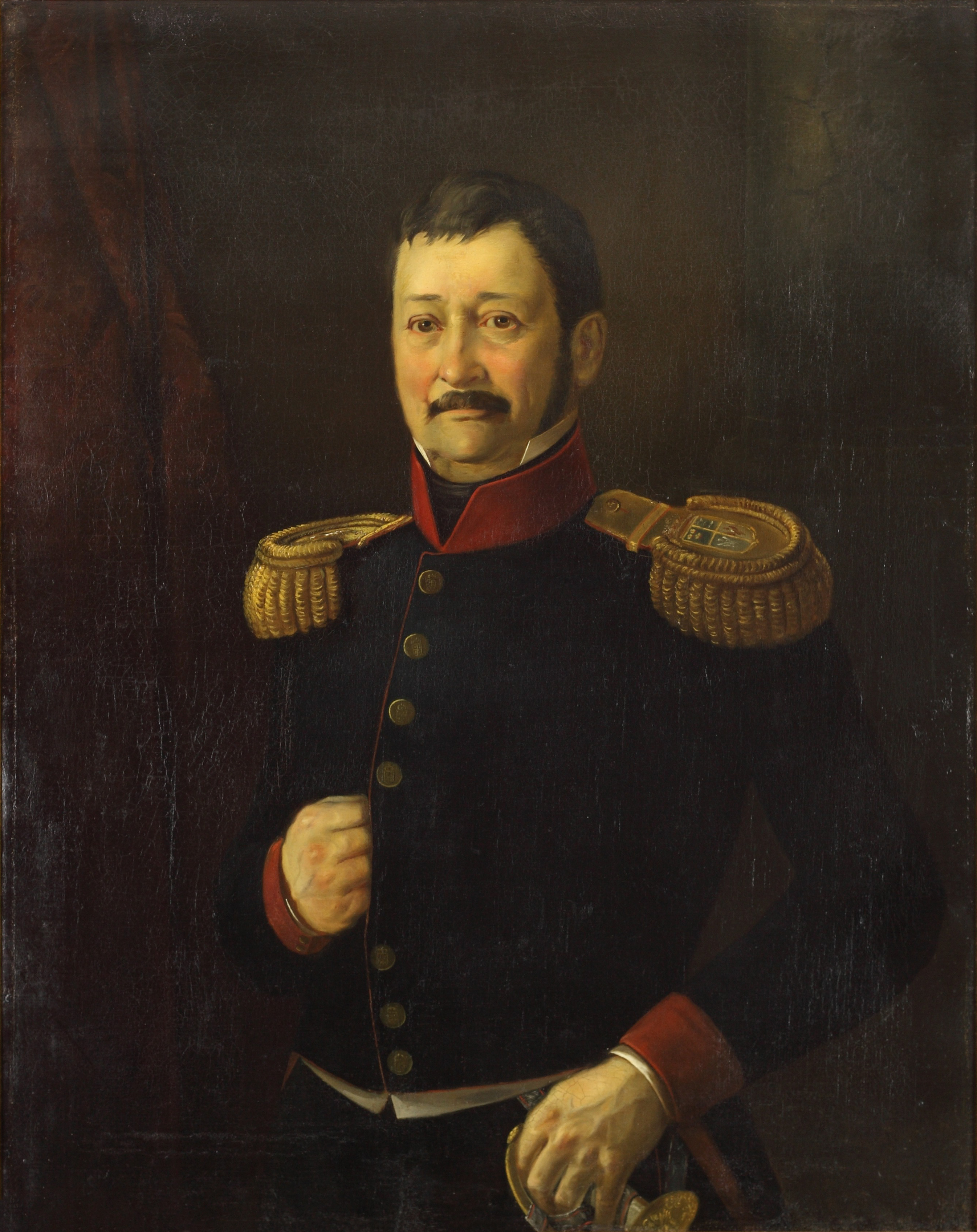
Portret Kazimierza Janoty Bzowskiego

Bzowscy herbu Ostoja (właśc. Janota Bzowscy) – polski ród szlachecki pieczętujący się herbem Ostoja, należący do heraldycznego rodu Ostojów (Mościców), wywodzący się z Bzowa w dawnym woj. krakowskim, pow. lelowskim. Bzów był wsią szlachecką, w której obok przedstawicieli Ostojów dziedziczyli także rycerze innych herbów – Cielątkowa, Nowina, Prus, Pilawa oraz Przeginia i Zadora.

## Przydomekrodu
Przydomkiem rodu Bzowskich herbu Ostoja jest imionisko Janota pochodzące od imienia Jan (imię pochodzenia hebrajskiego, od Jehöhanan Jahwe jest łaskawy). Pierwszym, spotykanym w źródłach Bzowskim h. Ostoja używającym przydomku Janota był Maciej Janota z Bzowa występujący w roku 1464. Być może tożsamym z Maciejem Janotą był, występujący w roku 1432, Maciej z Bzowa, syn Jana, który procesował się przeciw Jerzemu zw. Liga, kmieciowi z Żukowic o część dziedziny w Bzowie. Według Seweryna hr. Uruskiego na początku XV wieku żył Jan z Bzowa zw. Janotą, który miał synów: Jana, Macieja i Mikołaja. Od jego przezwiska Ostojowie Bzowscy mieli przyjąć przydomek Janota łączony z nazwiskiem.

## Najstarsze świadectwaźródłowedotyczące rodu
Poniżej wymienione są wybrane świadectwa źródłowe dotyczące Bzowskich herbu Ostoja do połowy XVI wieku.
- Najstarsza wzmianka na temat wsi Bzów pochodzi z 1349 roku, kiedy to król Kazimierz Wielki potwierdził podział dóbr między braćmi Miczkiem i Marcinem Pankami, dziedzicami Bzowa i Ochonina (dziś Ochojno). Miczko otrzymał Bzów i Łukanowice a Marcin Ochonin[10].
- Najstarsza zapiska dotycząca przedstawiciela rodu Bzowskich h. Ostoja dotyczy Marka z Bzowa, który w roku 1388 kupił od swego brata Stanisława za 16 grzywien dom, ogród i role w Bzowie, należące niegdyś do ich matki. W roku 1398 dowodził swego szlachectwa i przynależności do rodu Ostojów (został naganiony w szlachectwie przez Jaszka z Tązowa)[9].
- W roku 1464 występuje w źródłach Maciej Janota z Bzowa, który tego roku miał sprawę z Piotrem Wojszykiem z Bzowa[7][8].
- W latach 1470–1480 wzmiankowani są bracia Masz i Jakub z Bzowa h. Ostoja oraz Jan alias Janota i Maciej h. Ostoja z Bzowa[7]. Wspomina ich Długosz w Liber beneficiorum dioecesis Cracoviensis jako dziedziców Bzowa[11].
- W roku 1471 Apolonia, żona Jana Janoty, wraz z dziećmi: Mikołajem, Stanisławem, Jadwigą i Anną procesowała się przeciw Imramowi i Piotrowi z Ogrodzieńca[7][8].
- W roku 1482 Janota z Bzowa procesował się przeciw Janowi, Gotardowi i Stanisławowi z Bzowa[7][8].
- Adam Boniecki wspominiał Andrzeja Janotę z Bzowa, który żył w II połowie XV wieku[12][7]. Według Bonieckiego, w roku 1483 Jadwiga, córka Jana Janoty z Bzowa, była żoną Stanisława Dulowskiego z Karlina[13][7].
- W roku 1489 bracia Stanisław i Gotard z Bzowa ustąpili Piotrowi z Bzowa i Bystrzycy ogród w środku Bzowa blisko Janoty[7][8].
- W 1493 roku Jan zw. Janotha z Bzowa miał termin do przysięgi przeciw Stanisławowi z Bzowa. Sprawa dotyczyła płotu, w którym Stanisław nie powalił trzech przęseł[7][8].
- W 1508 roku nastąpiło rozstrzygnięcie sporu o dziesięcinę między plebanem w Kromołowie a Janotą z Bzowa i kilkoma innymi dziedzicami w Bzowie na korzyść plebana[14].
- W roku 1535 żył Jakub Janota z Bzowa, przeciwko któremu protestował Grzegorz Kopertko z Bzowa, o to, że Jakub nie wniósł do akt pewnego zapisu[14][8]. Tenże Jakub Janota miał syna Jakuba Janotę (juniora), który w 1556 roku pozywał Walentego Woyszę, dziedzica części Bzowa o poranienie. Tego roku został pozwany przez wspomnianego Walentego Woyszę o 30 grzywien przysądzonych za najście zbrojne i poranienie[8]. Jakub Janota (junior) ożeniony był z Katarzyną, córką Jana Rowieńskiego. Jakub Janota (senior) oprócz syna Jakuba (juniora) miał jeszcze córkę Małgorzatę, żonę Macieja Zagórowskiego i kilku synów: Pawła, ożenionego z Krystyną Woyszykówną z Bzowa, Jana, Macieja i Wojciecha, męża Doroty Kmicianki[15].

## Majątki ziemskie należące do rodu
Poniżej wymienione są ważniejsze dobra ziemskie należące do Janotów Bzowskich h. Ostoja i później h. Nowina.
Bzów, Tązów (obecnie część Karlina), Droginia, Gruszów, Karniowice, Sutków, Radwan, Sufczyn, Będkowice, Nieczajna i Rosiejów.

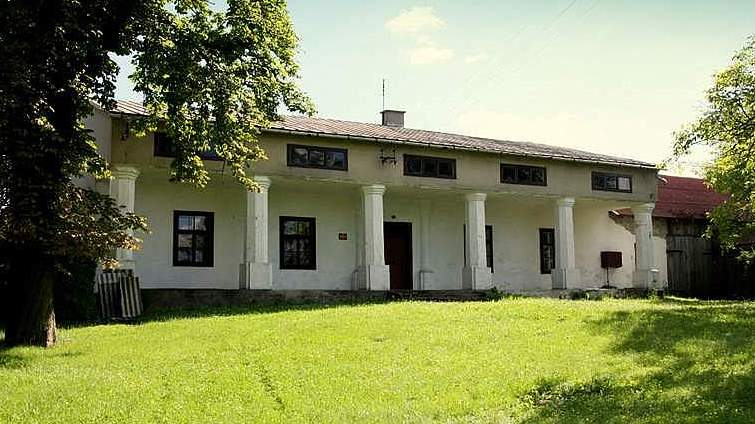
Dwór w Bzowie
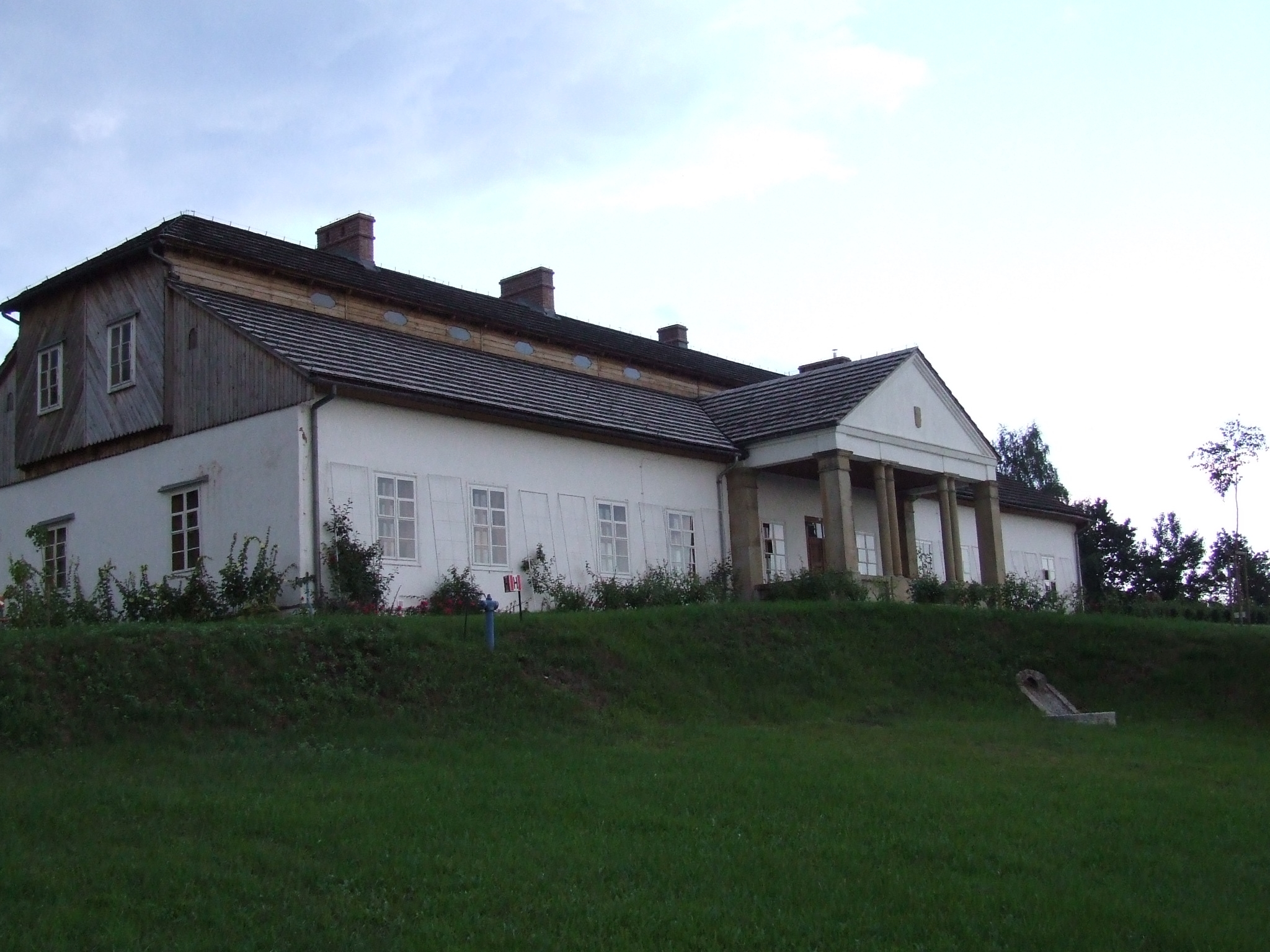
Dwór Bzowskich z Drogini w skansenie w Wygiełzowie
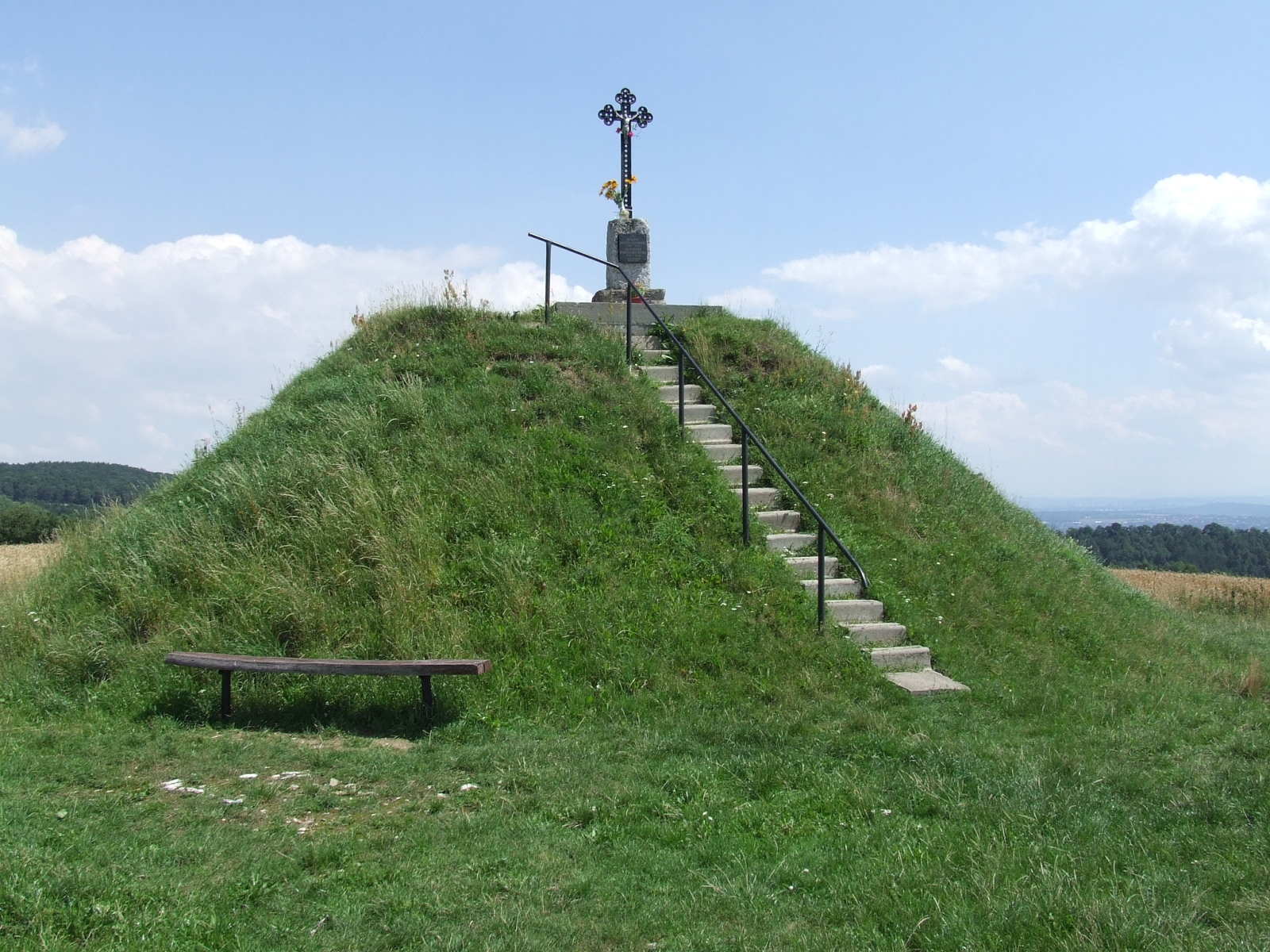
Kopiec Bzowskich w Będkowicach

## Przedstawiciele rodu
- Marek z Bzowa (zm. po 1405) – dziedzic dóbr ziemskich w Bzowie i Tązowie (obecnie część Karlina).
- Baltazar Bzowski (1514-1574) – właściciel dóbr ziemskich w Bzowie, podstarości jaworowski.
- Abraham Bzowski (właśc. Stanisław Bzowski z Proszowic) (1567-1637) – dominikanin, przedstawiciel nurtu kontrreformacji, historyk Kościoła, hagiograf i kaznodzieja.
- Aleksander Janota Bzowski (zm. 1704) – stolnik nowogrodzki[16].
- Józef Felicjan Janota Bzowski (1704-1770) – regent grodzki sandecki, stolnik owrucki, burgrabia krakowski[16], właściciel dóbr ziemskich: Gruszów, Karniowice, Sutków, Radwan, Sufczyn, Będkowice, Nieczajna i Rosiejów w woj. krakowskim oraz Berezówka, Politanka i Pilinówka w woj. podolskim. Syn Aleksandra Janoty Bzowskiego, stolnika nowogrodzkiego i Marceli Gawrońskiej herbu Świnka. Po śmierci ojca, od lat niemowlęcych wychowywany był w rodzinie matki, nie mając żadnych bliskich żyjących krewnych po mieczu. Z nieznanych powodów, być może w wyniku pomyłki, jako pierwszy z Janotów Bzowskich zaczął używać herbu Nowina zamiast rodowej Ostoi. Od tamtego czasu kolejne pokolenia Janotów Bzowski pieczętują się aż do dziś herbem Nowina[15].
- Hiacent (Jacek) Janota Bzowski h. Nowina (1750-1808) – burgrabia krakowski, posłem na sejm, lustrator skarbu Wielkiego Księstwa Litewskiego, komisarz cywilno-wojskowy. Był synem Józefa Felicjana i Teofili z Jordanów. Wspomina go Kasper Niesiecki w "Herbarzu polskim" jako Bzowskiego herbu Ostoja[4].
- Kazimierz Janota-Bzowski h. Nowina (1792-1862) – rotmistrz wojsk Księstwa Warszawskiego, adiutant księcia Józef Poniatowskiego, uczestnik bitwy pod Lipskiem, ziemianin galicyjski. Posiadał liczne dobra ziemskie, a mianowicie: Lipnicę Dolną wraz z sołectwem, Lipnicę Górną, Królówkę, Droginię i inne.
- Władysław Bzowski (właśc. Władysław Roman Erazm Kazimierz Janota Bzowski) h. Nowina (1885-1945]) – podpułkownik kawalerii Wojska Polskiego.